# Alpi svizzere

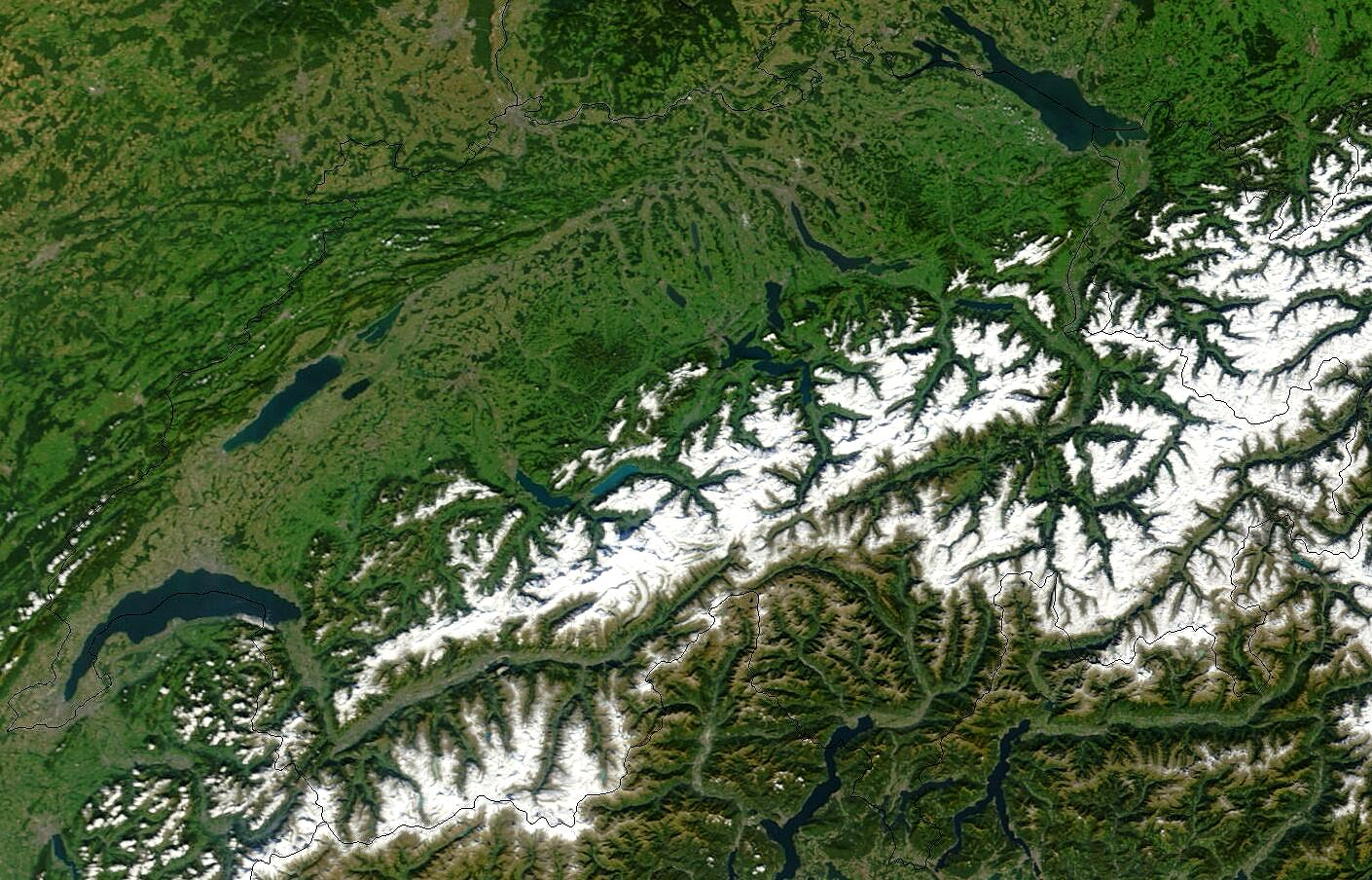
Immagine satellitare della Svizzera

Le Alpi svizzere (tedesco: Schweizer Alpen, francese: Alpes suisses, romancio: Alps svizras) sono la parte delle Alpi situate in Svizzera. A causa della loro posizione vengono anche chiamate Alpi centrali. Il punto culminante è la Punta Dufour a 4.634 m s.l.m..

## Introduzione
Le Alpi coprono il 61% della superficie della Svizzera (41 285 km²), il 21,6% della superficie totale delle Alpi (190 600 km²). Più della metà delle vette alpine superiori a 4000 metri sono situate nelle Alpi svizzere (48 di 82). I ghiacciai nelle Alpi svizzere coprono un'area di 1 230 km² (3% del territorio svizzero), questo rappresenta 44% della superficie totale ghiacciata delle Alpi (2 800 km²).

## Classificazione e suddivisione

Cartina delle Alpi svizzere occidentali

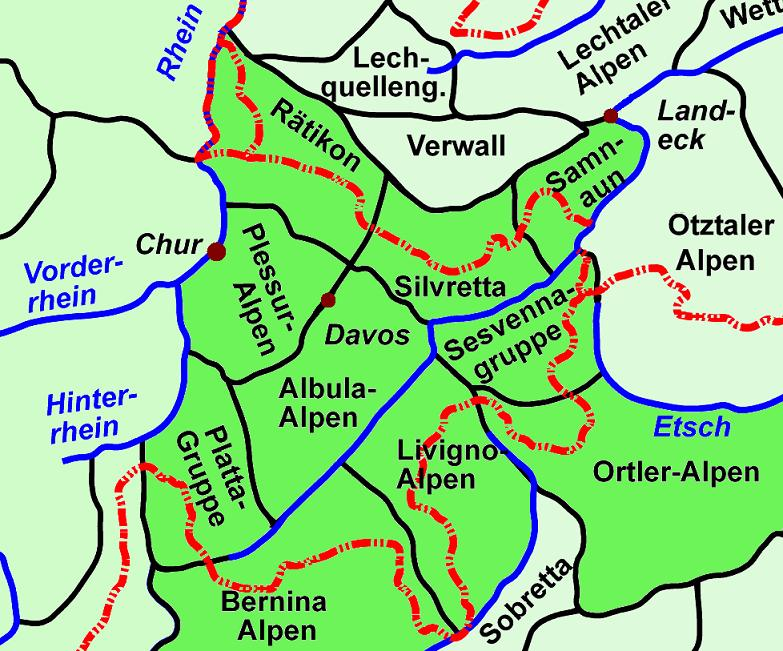
Cartina delle Alpi svizzere orientali

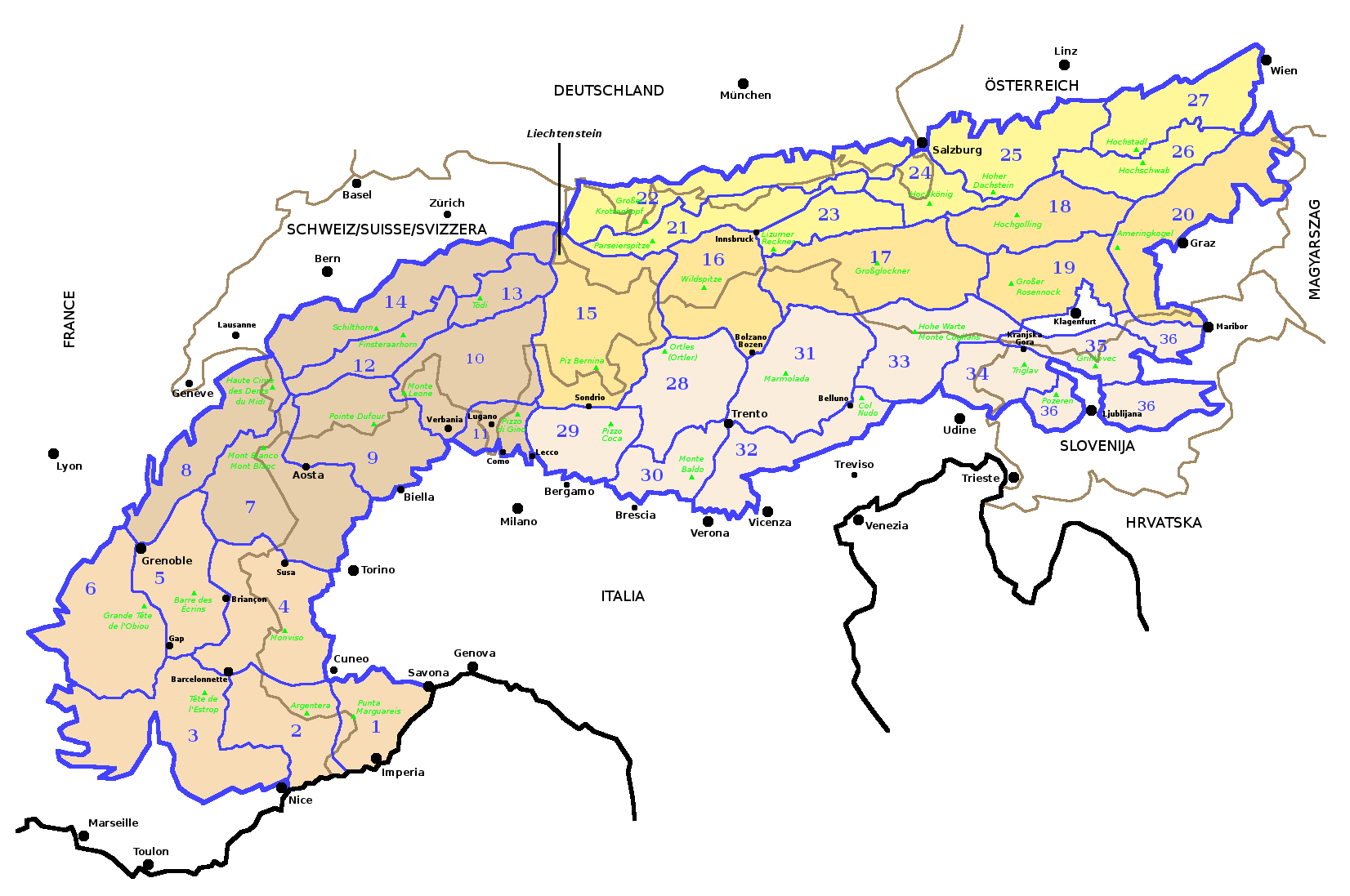
Le 36 sezioni alpine della SOIUSA.

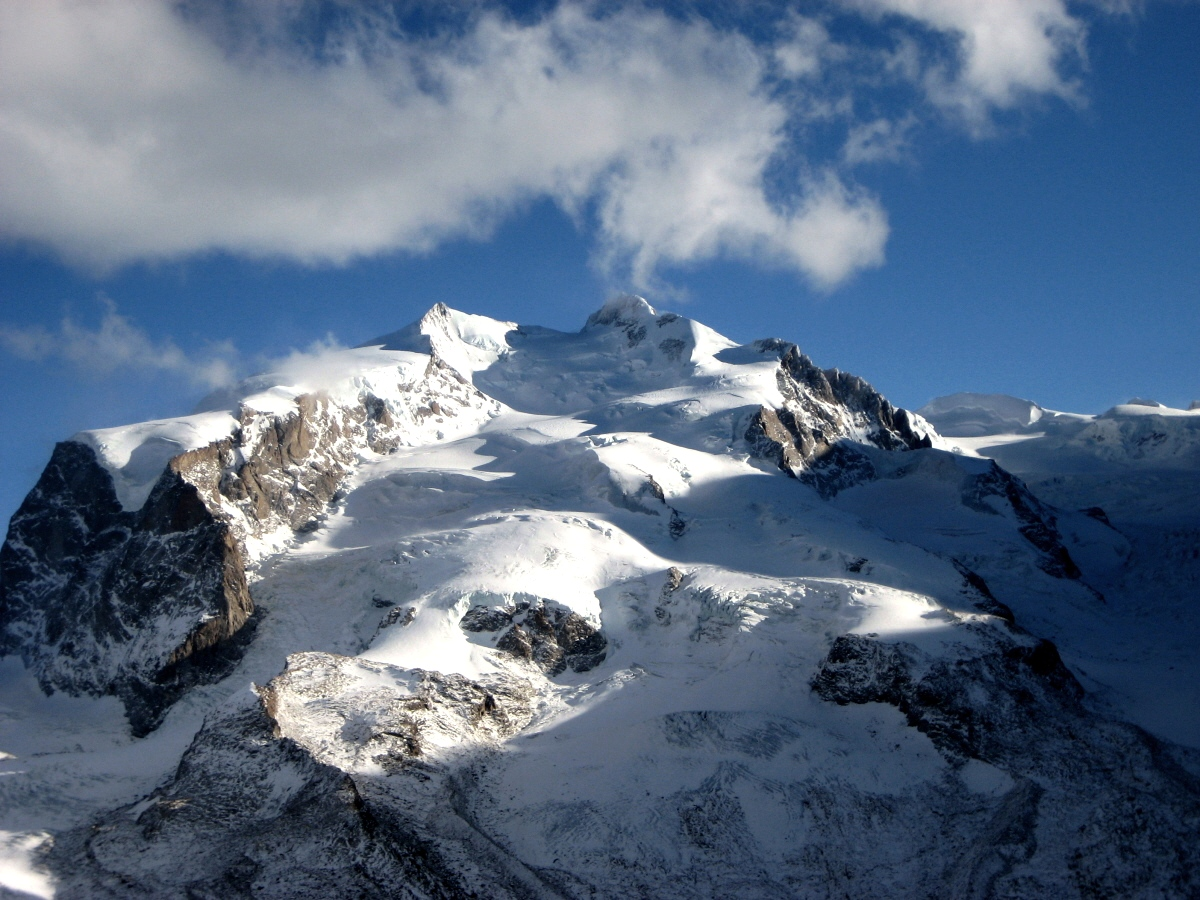
Monte Rosa

### Secondo il Club Alpino Svizzero

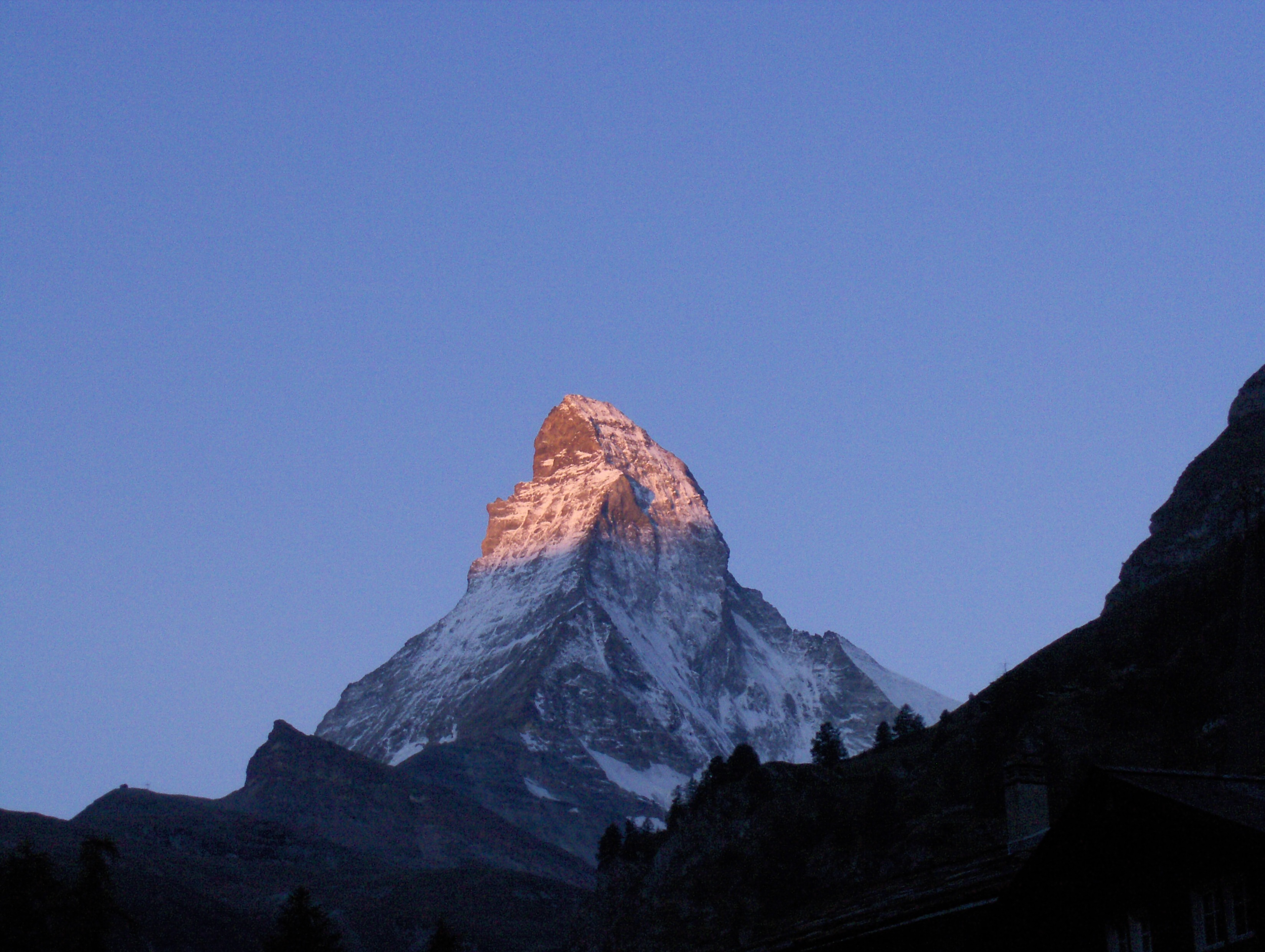
Vista classica del Cervino, Alpi vallesane

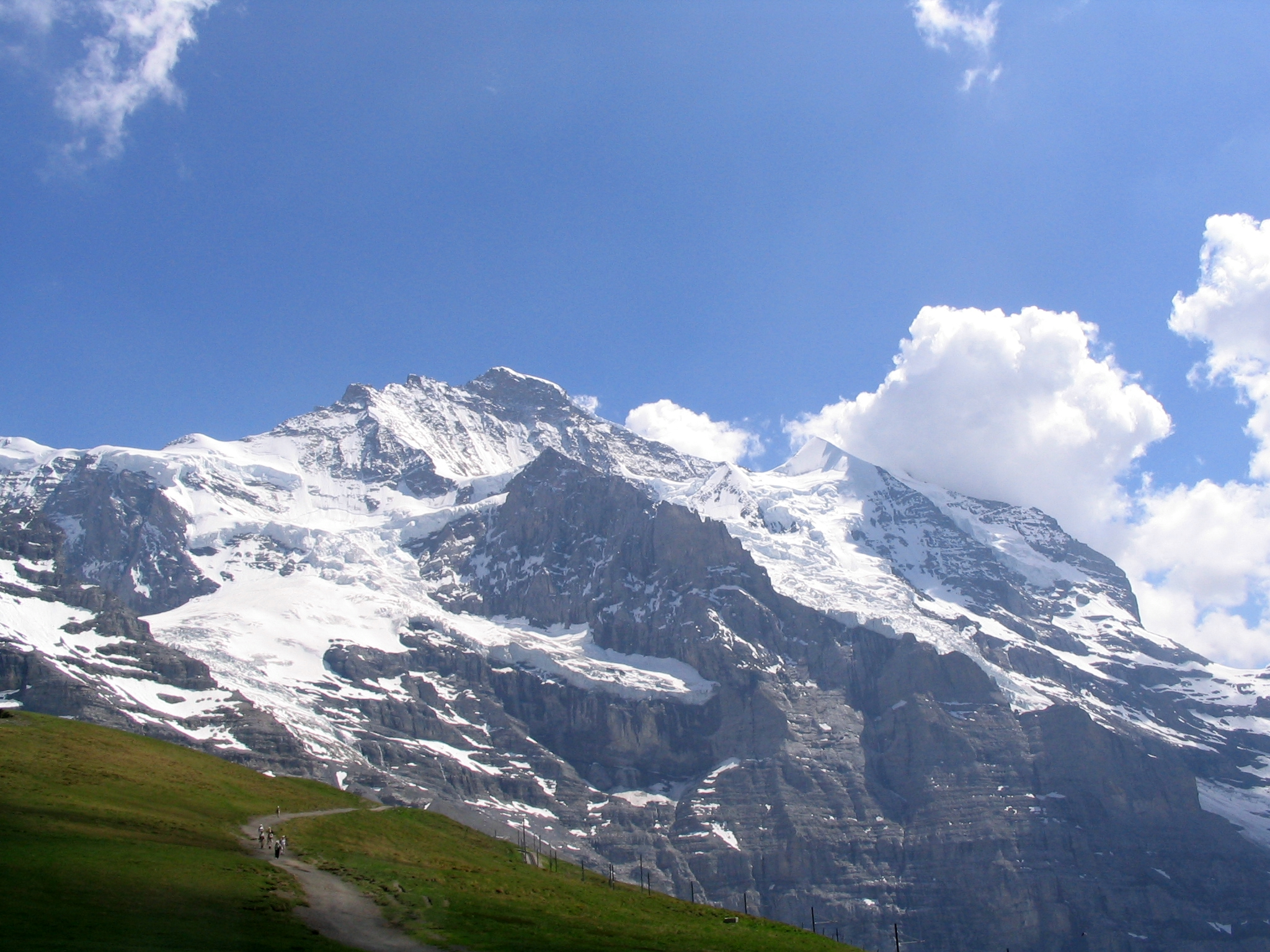
Faccia nord della Jungfrau, Alpi bernesi

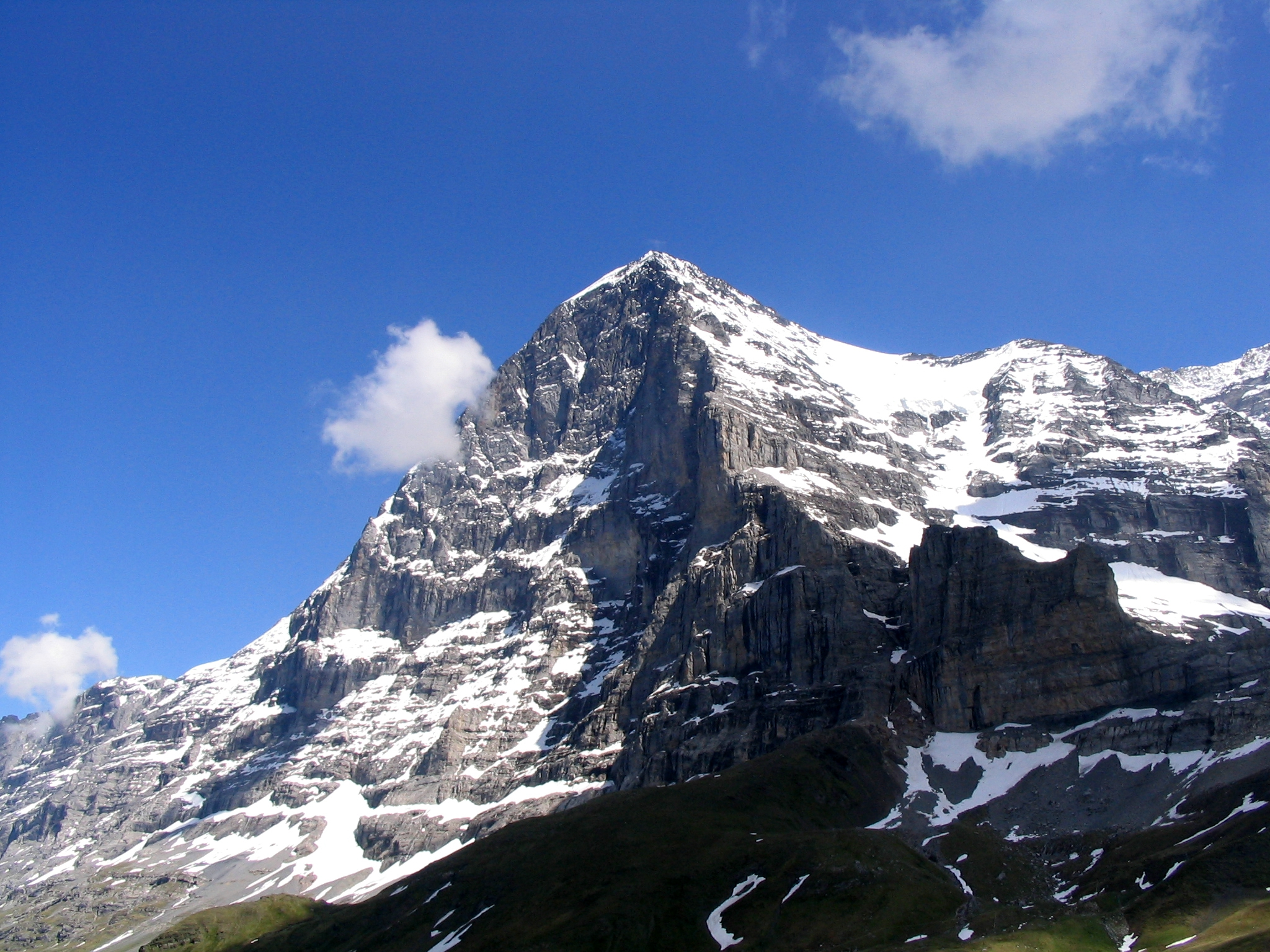
La faccia nord dell'Eiger, Alpi bernesi

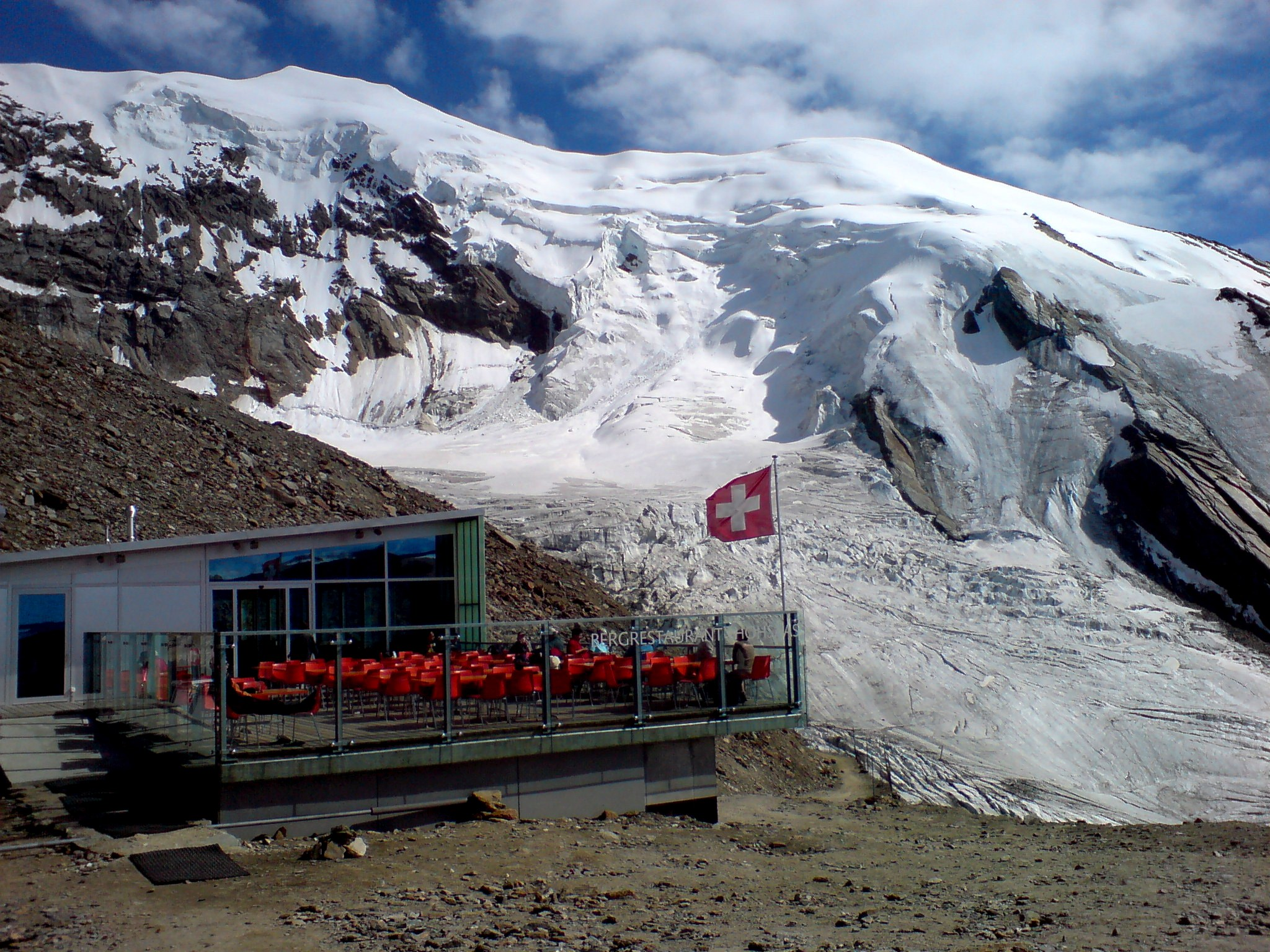
Weissmies

Secondo la classificazione utilizzata dal Club Alpino Svizzero, si suddividono in 5 sezioni e 40 raggruppamenti: 
- Prealpi svizzere
  - Prealpi svizzere occidentali
  - Prealpi svizzere centrali
  - Prealpi svizzere orientali
- Alpi bernesi
  - Catena Wildhorn-Wildstrubel
  - Catena Balmhorn-Blüemlisalp-Hockerhorn
  - Catena Jungfrau-Fiescherhorn-Grünhorn-Wannerhorn
  - Catena Bietschhorn-Lötschentaler Breithorn-Aletschhorn
  - Catena Schreckhorn-Wetterhorn-Finsteraarhorn-Galmihorn
- Alpi vallesane
  - Catene Monte Bianco e Grand Golliat
  - Catene Combin-Vélan, Gelé-Collon e Arolla-Cheilon-Pleureur
  - Catene Bouquetins-Matterhorn, Dent Blanche-Grand Cornier e Zinalrothorn-Weisshorn
  - Gruppo del Monte Rosa
  - Catene Mischabel e Portjengrat-Weissmies
  - Catena Monte Leone-Blinnenhorn
- Alpi svizzere centrali
  - Alpi Urane
  - Alpi Glaronesi
  - Alpi ticinesi e mesolcinesi
- Alpi Grigionesi
  - Catena Tamina-Plessur
  - Oberland grigionese e Monti della valle del Reno
  - Monti di Avers
  - Monti meridionali della Val Bregaglia
  - Gruppo del Bernina
  - Alpi dell'Albula
  - Catena del Rätikon
  - Catena Silvretta-Samnaun
  - Bassa Engadina-Val Müstair
  - Media Engadina-Val Poschiavo

### Secondo la SOIUSA
Secondo la Suddivisione Orografica Internazionale Unificata del Sistema Alpino (SOIUSA) la Svizzera è interessata sia dalle Alpi Occidentali (in particolare le Alpi Nord-occidentali) che dalle Alpi Orientali (in particolare dalle Alpi Centro-orientali).
Si incontrano le seguenti sezioni e sottosezioni alpine:
- Alpi Graie (sezione n. 7)
  - Alpi del Monte Bianco
- Prealpi di Savoia (sezione n. 8)
  - Prealpi dello Sciablese
- Alpi Pennine (sezione n. 9)
  - Alpi del Grand Combin
  - Alpi del Weisshorn e del Cervino
  - Alpi del Monte Rosa
  - Alpi del Mischabel e del Weissmies
- Alpi Lepontine (sezione n. 10)
  - Alpi del Monte Leone e del San Gottardo
  - Alpi Ticinesi e del Verbano
  - Alpi dell'Adula
- Prealpi Luganesi (sezione n. 11)
  - Prealpi Comasche
  - Prealpi Varesine
- Alpi Bernesi (sezione n. 12)
  - Alpi Urane
  - Alpi Bernesi in senso stretto
  - Alpi di Vaud
- Alpi Glaronesi (sezione n. 13)
  - Alpi Urano-Glaronesi
  - Alpi Glaronesi in senso stretto
- Prealpi Svizzere (sezione 14)
  - Prealpi di Vaud e Friburgo
  - Prealpi Bernesi
  - Prealpi di Lucerna e di Untervaldo
  - Prealpi di Svitto e di Uri
  - Prealpi di Appenzello e di San Gallo
- Alpi Retiche occidentali (sezione 15)
  - Alpi del Platta
  - Alpi dell'Albula
  - Alpi del Bernina
  - Alpi di Livigno
  - Alpi della Val Müstair
  - Alpi del Silvretta, del Samnaun e del Verwall
  - Alpi del Plessur
  - Catena del Rätikon

## Galleria d'immagini

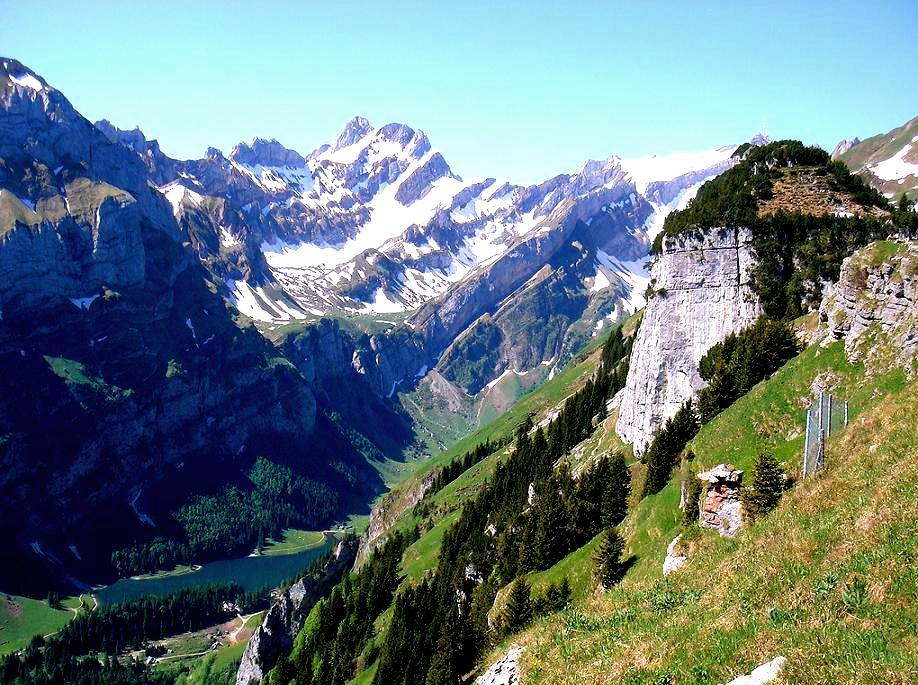
Ebenalp, Prealpi svizzere
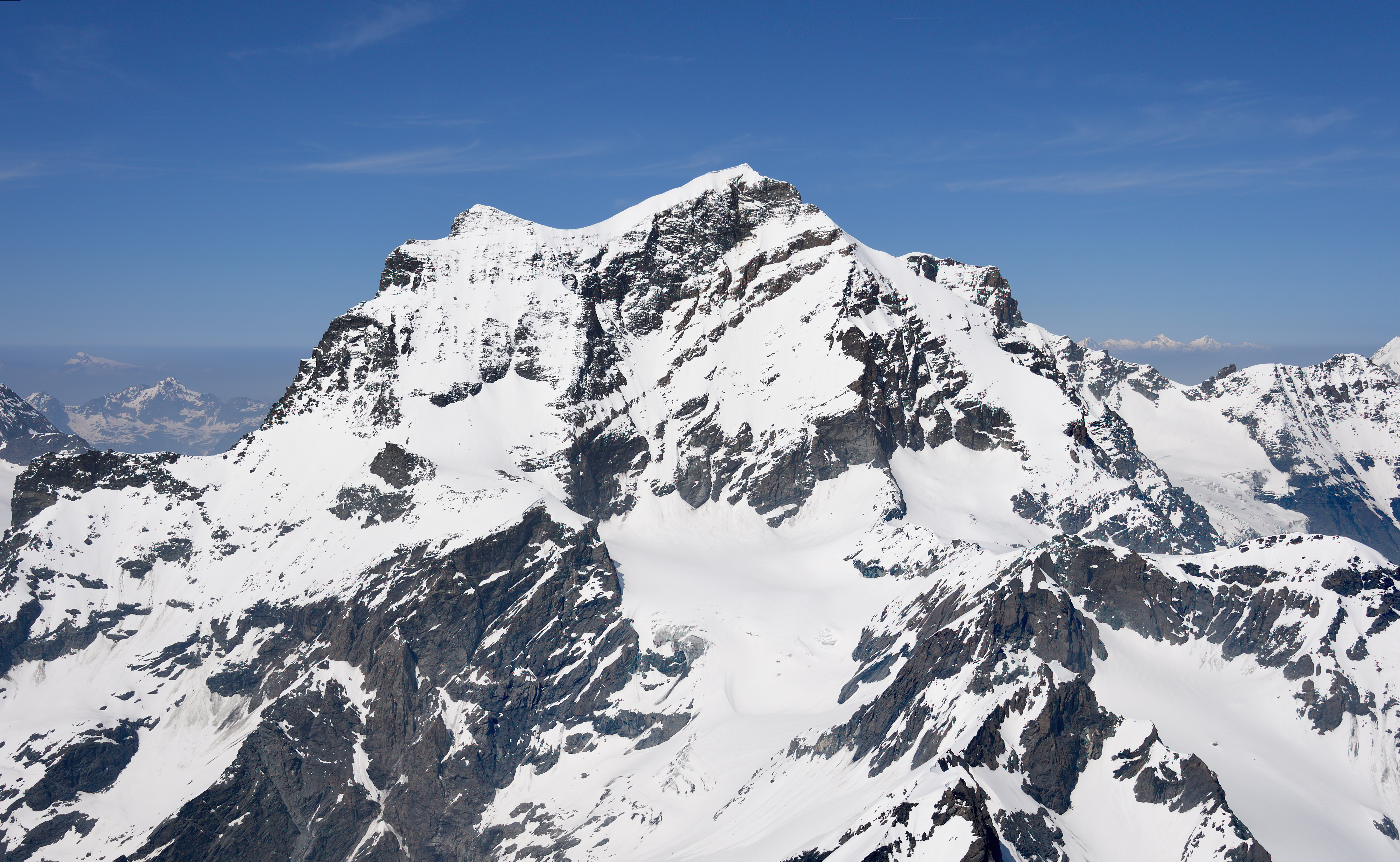
Il Grand Combin, Alpi vallesane
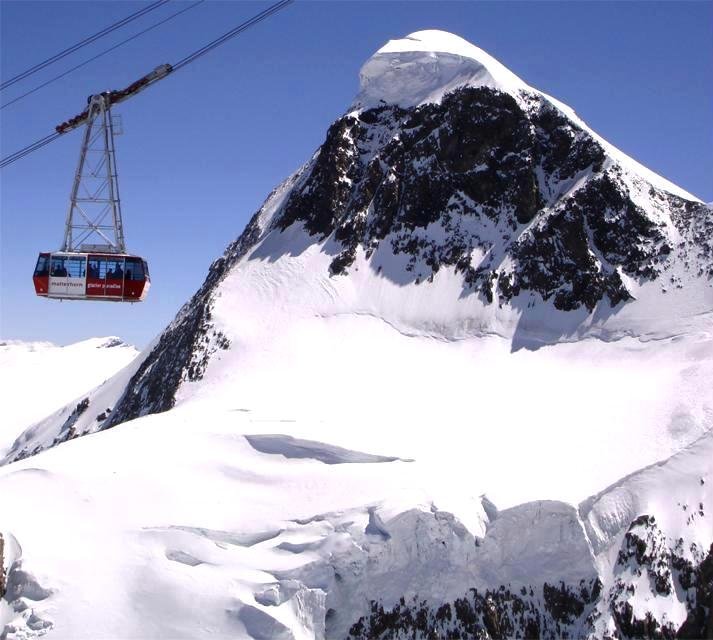
La funivia del Klein Matterhorn, Alpi vallesane
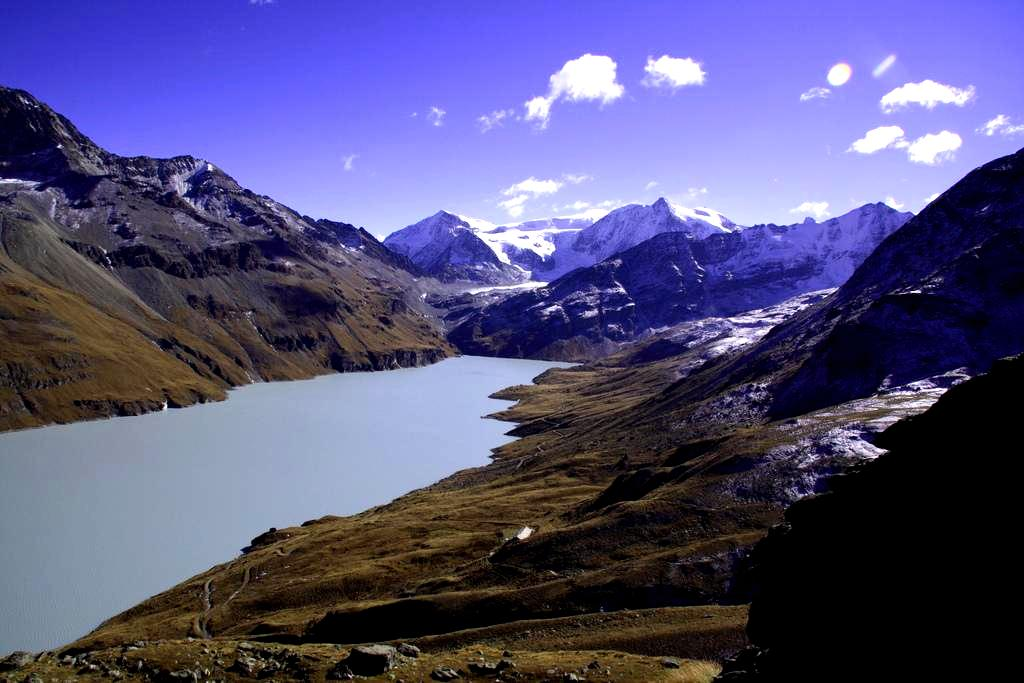
Lago della Grande Dixence, Alpi vallesane
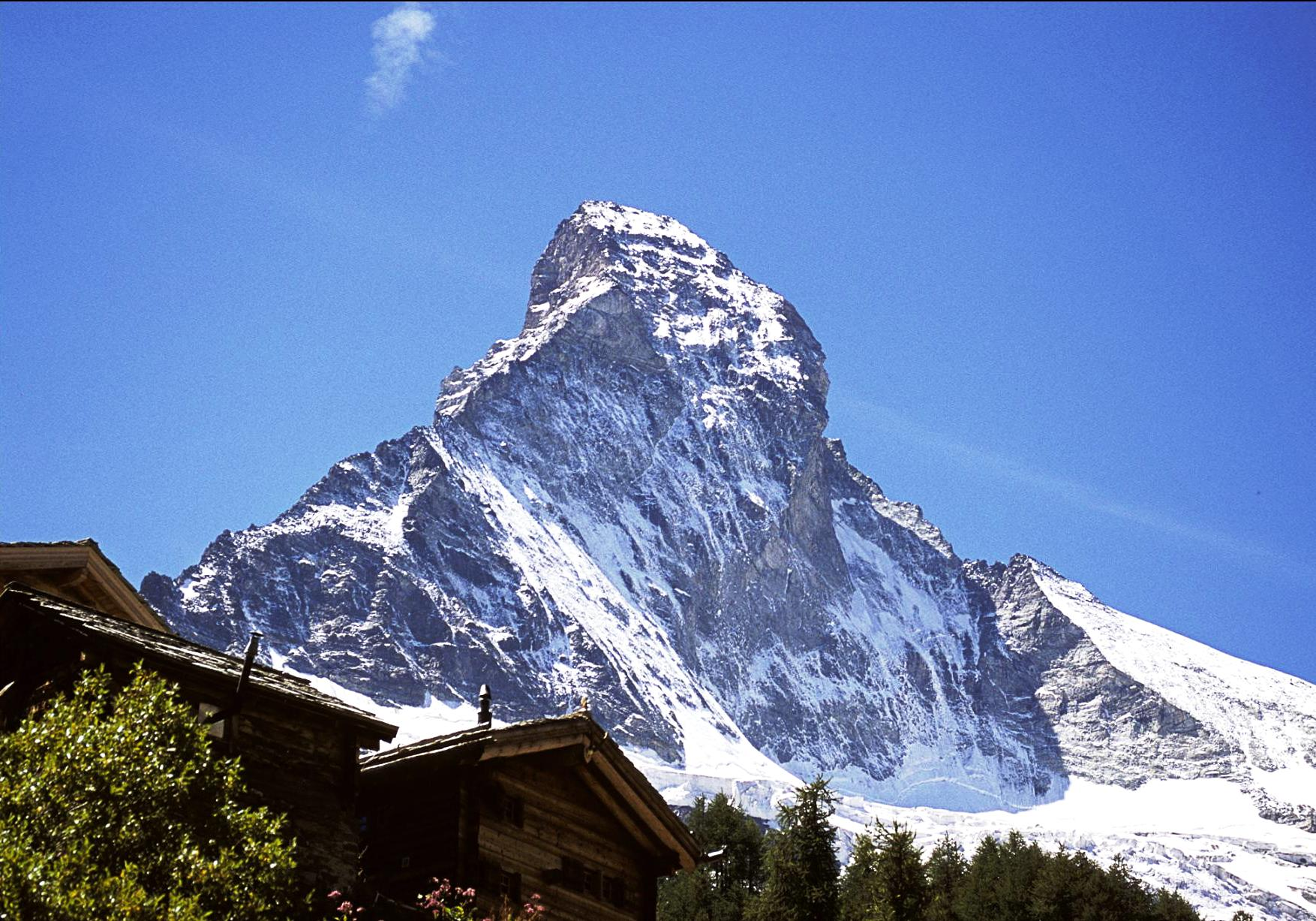
La faccia nord del Cervino, Alpi vallesane
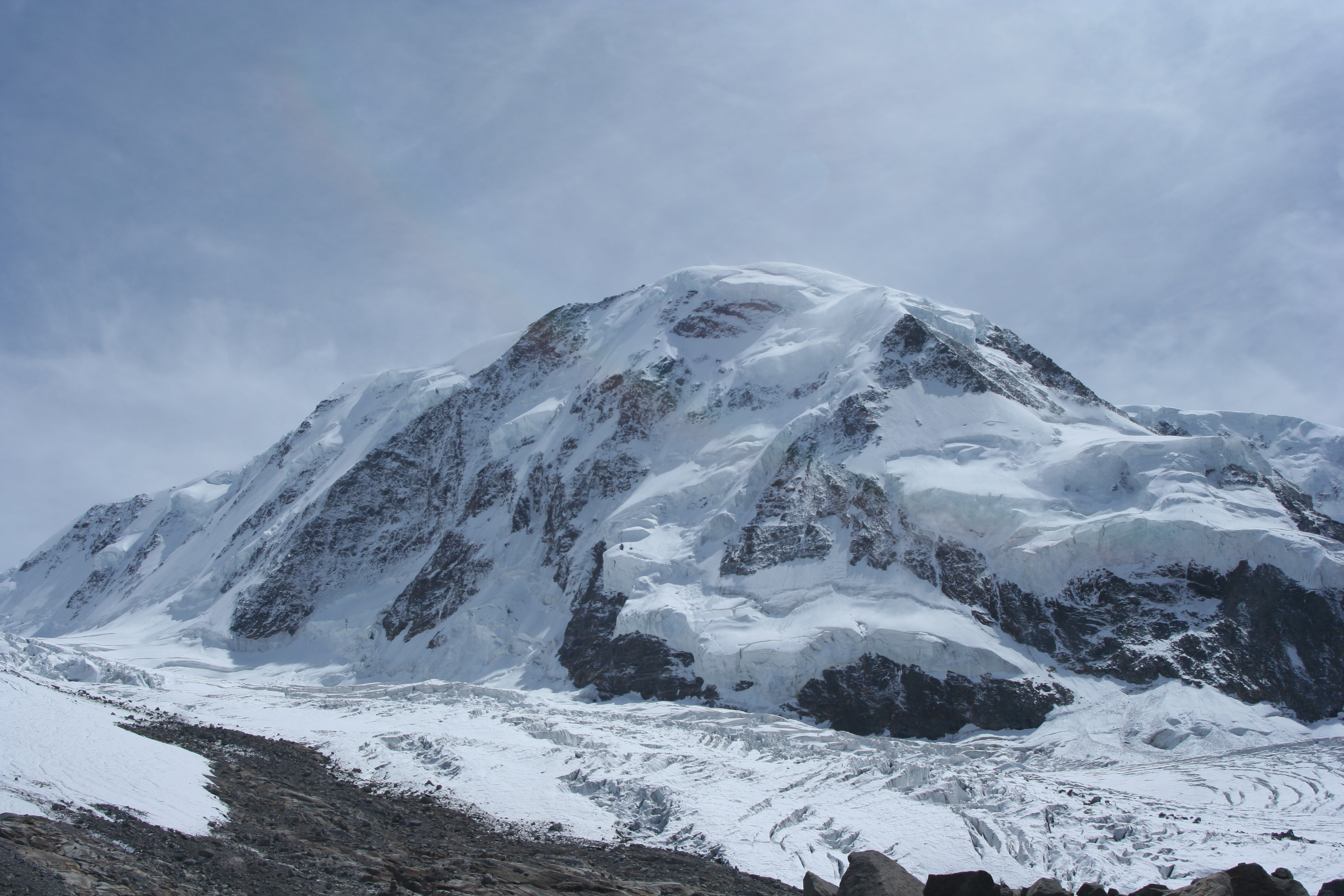
Faccia nord del Lyskamm, Alpi vallesane
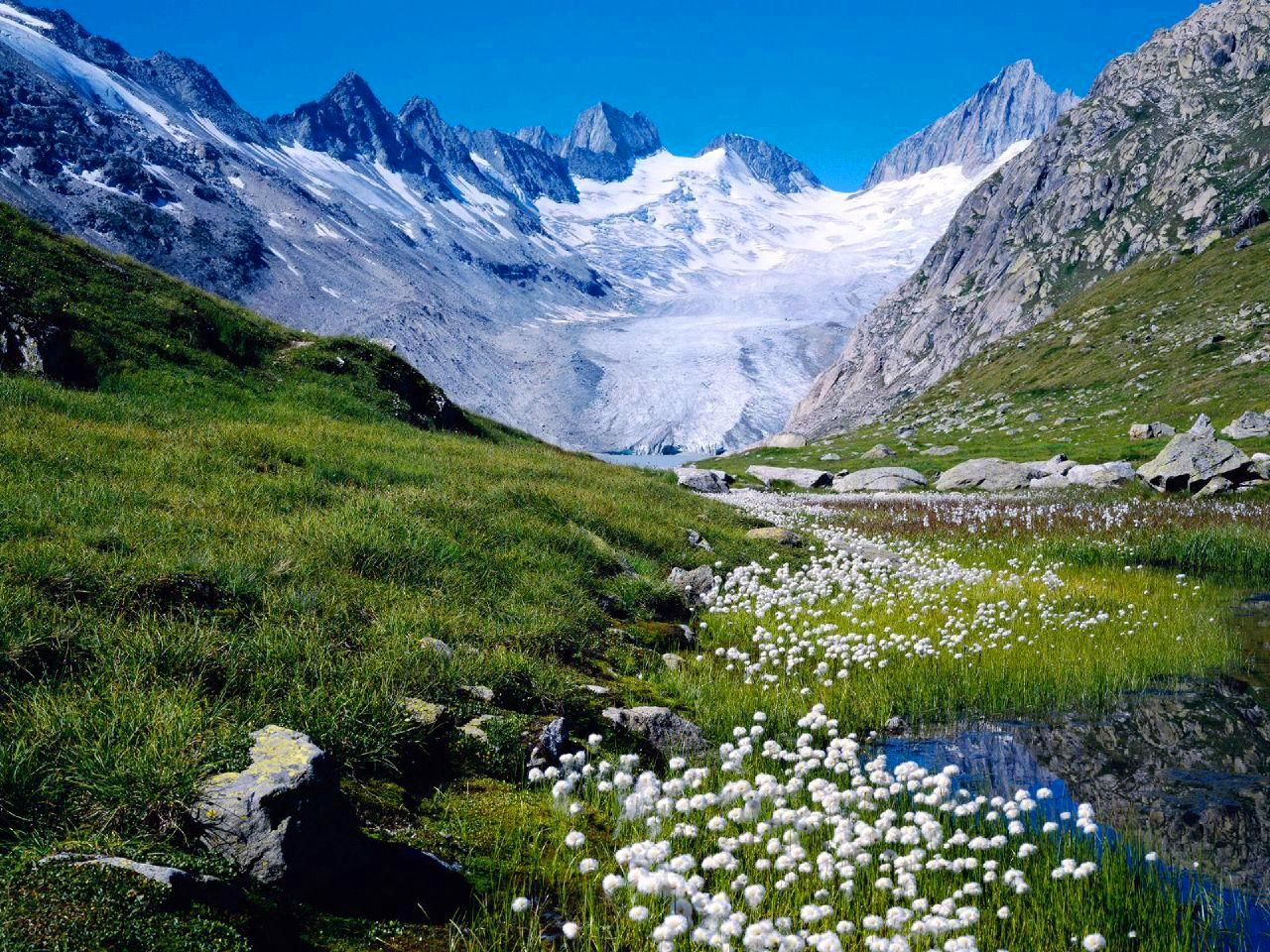
Ghiacciaio dell'Oberaar, Alpi bernesi
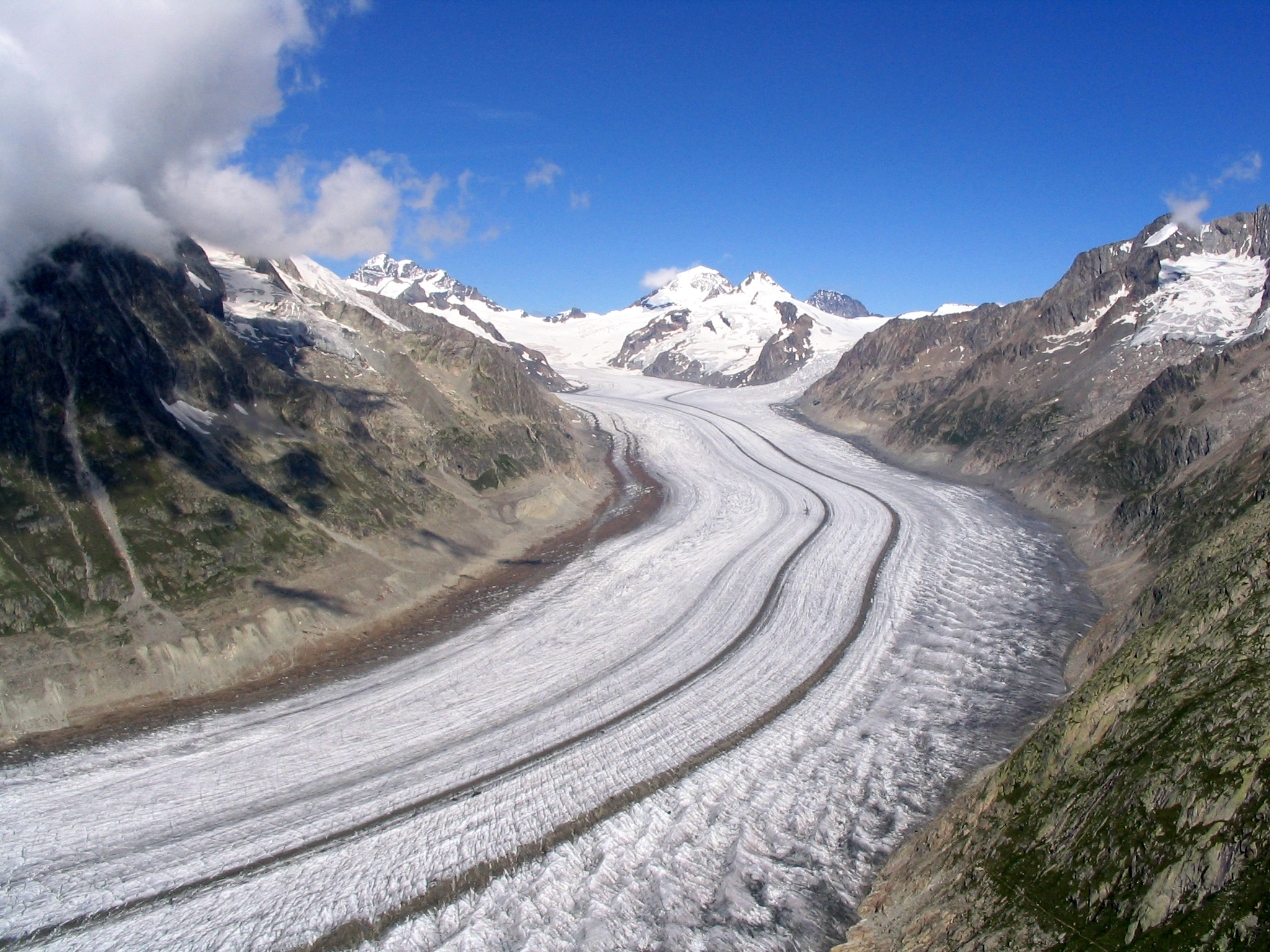
Il Ghiacciaio dell'Aletsch, Alpi bernesi
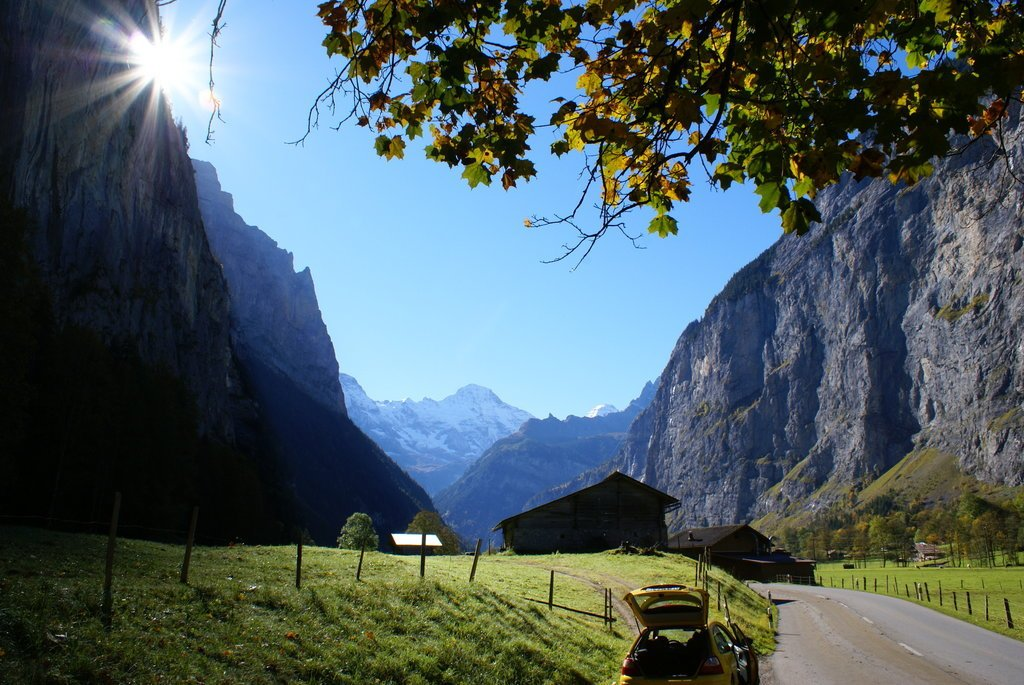
Il Lauterbrunnental, Alpi bernesi
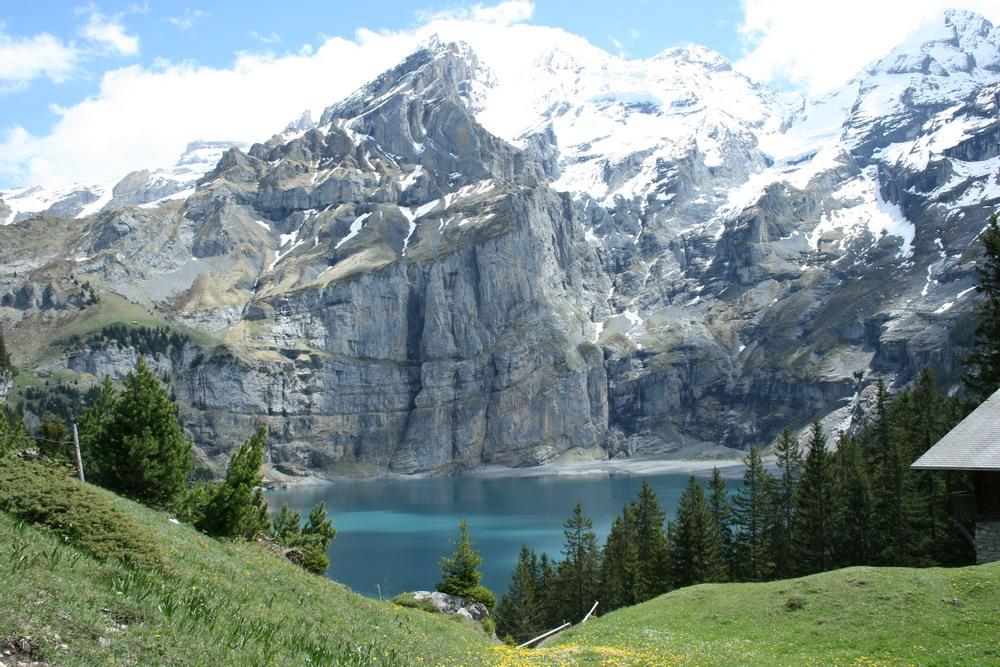
Il lago di Oeschinen, Alpi bernesi
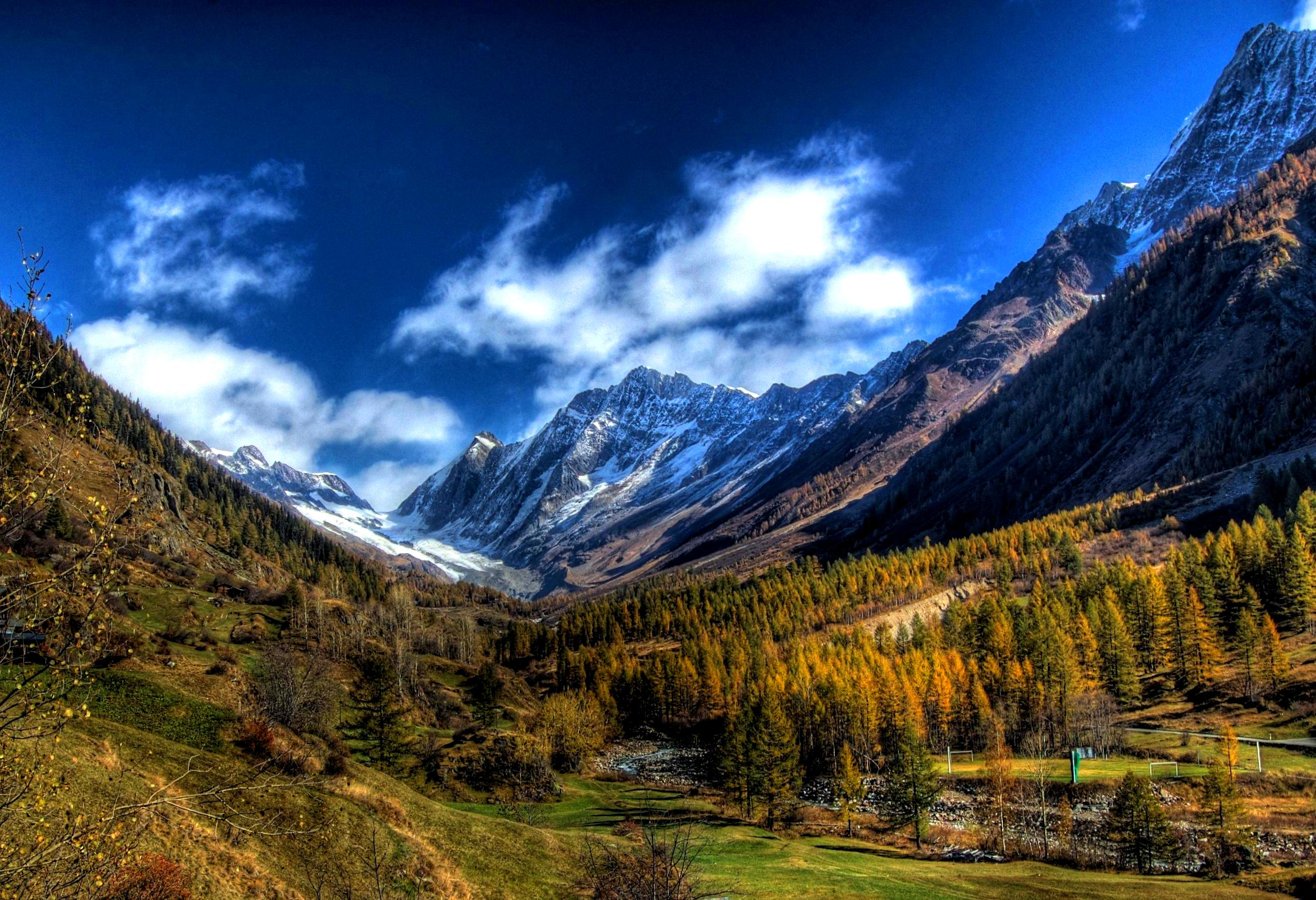
Lötschental, Alpi bernesi
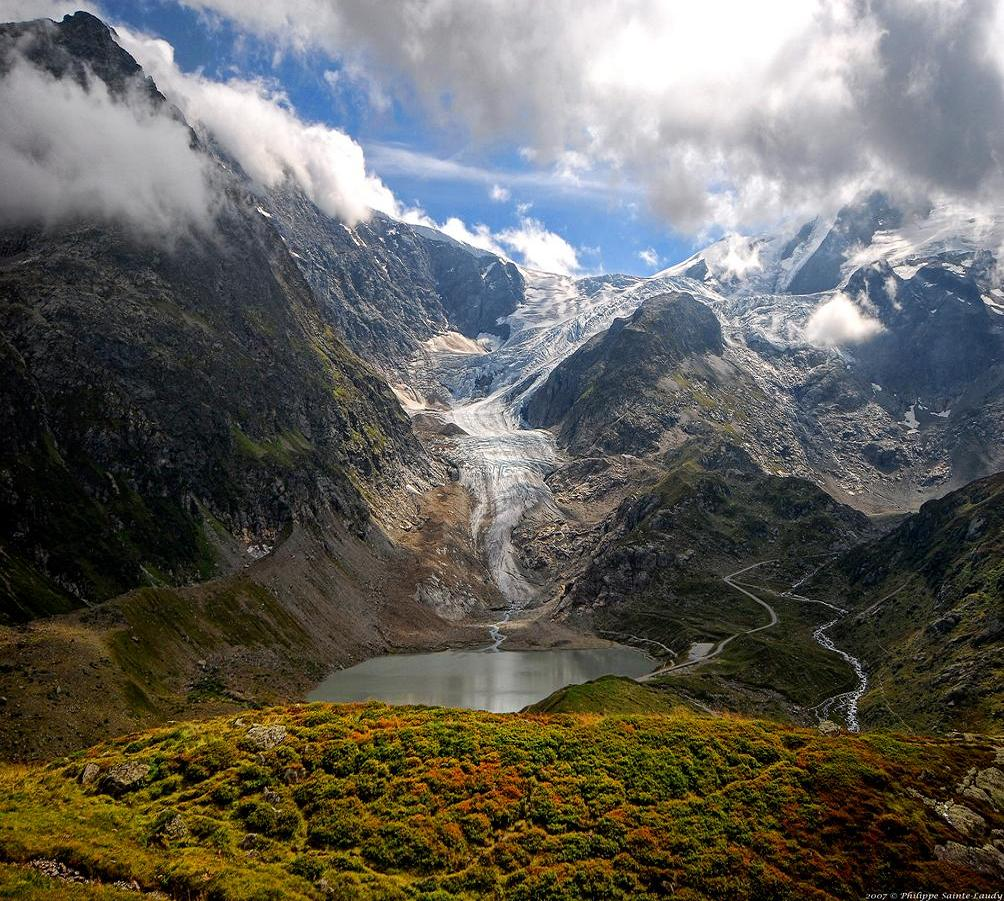
Vista dal passo del Susten, Alpi Urane
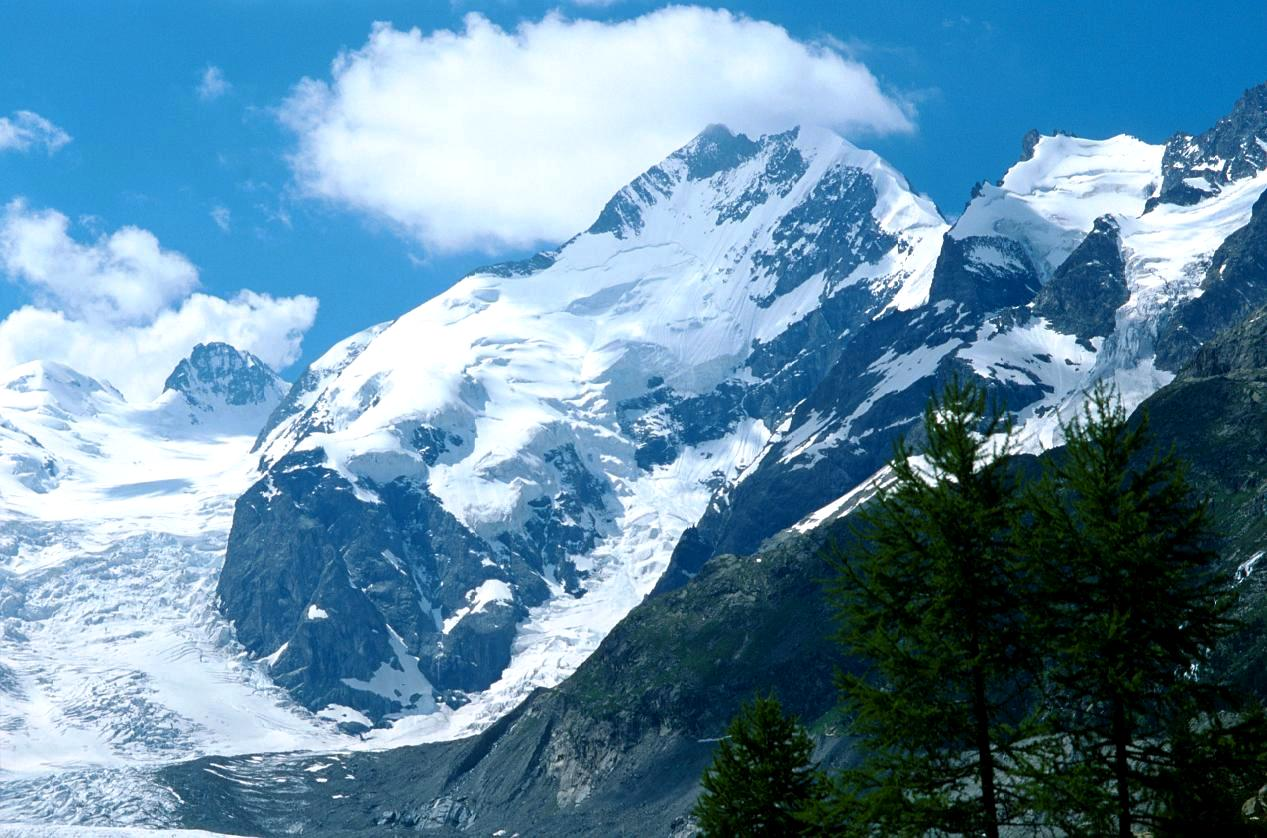
Piz Bernina, Alpi retiche
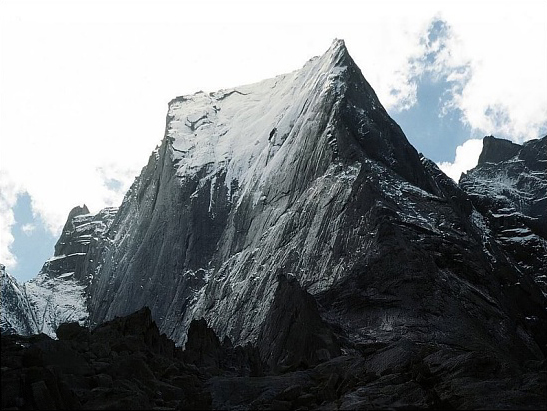
Pizzo Badile, Alpi retiche